# Ingênua

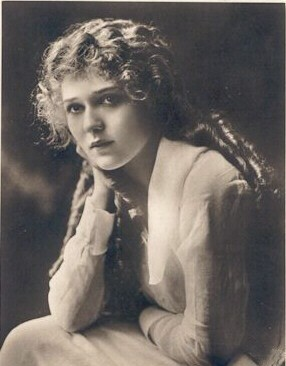
A atriz Mary Pickford interpretou vários papéis de ingênua.

A ingênua  ou Ingénue, é um arquétipo ou personagem modelo, na literatura, cinema, teatro, e mídias em geral. É uma menina ou jovem mulher que é carinhosamente inocente e bondosa. A Ingênua pode também se referir a uma jovem atriz ou tipo de papel no elenco. O termo também pode implicar uma falta de sofisticação e inteligência.
Normalmente, a ingênua é bela, amável, gentil, doce, virginal, e ingênua, em perigo fisicamente ou emocionalmente, geralmente alvo do mulherengo; a quem ela pode ter se confundido com o Herói. Devido à falta de independência, a ingênua geralmente vive com seu pai, marido, ou uma figura paterna. A vamp (ou a femme fatale) é muitas vezes usada como contraponto para a ingênua (ou a donzela em perigo).
A ingênua é muitas vezes acompanhada por um enredo romântico. Este romance é, geralmente, considerado puro e inofensivo para ambos os participantes. Em muitos casos, mas não todos, o par do sexo masculino é tão inocente como a ingênua. A ingênua é também semelhante ao arquétipo americano de garota da porta ao lado .
Em ópera e teatro musical, a ingênua geralmente é cantada por uma soprano lírico. O estereótipo de ingênua tem geralmente olhos claros e a inocência de uma criança, mas sutil apelo sexual.